# Татарская АЭС
Тата́рская а́томная электроста́нция — недостроенная атомная электростанция, расположенная вблизи посёлка городского типа Камские Поляны на берегу реки Кама, Республика Татарстан. В 1990 году под давлением общественности после аварии на Чернобыльской АЭС строительство Татарской АЭС было остановлено.

## История строительства
Вопрос о строительстве АЭС в Татарской АССР обсуждался руководством СССР с 1978 года в связи с вводом в Татарской АССР большого числа крупных промышленных предприятий — «КамАЗ», «Нижнекамский химкомбинат», «Нижнекамскшина». Решение о строительстве нового объекта атомной энергетики широко обсуждалось в Министерстве энергетики и электрификации СССР. После одобрения проекта ЦК КПСС и Советом Министров СССР, было издано Постановление о строительстве Татарской АЭС. Для строительства электростанции были предложены две возможные площадки: одна из них в Куйбышевском районе ТАССР, и вторая — в 50 километрах от города Нижнекамск на месте бывшего села Камские Поляны и деревень Ачи и Беляхча. Госплан изучил все варианты выбора площадок, и в конце концов методом сравнительного анализа компетентные специалисты остановились на втором, более удачном варианте.
Проект Татарской АЭС был разработан Рижским отделением института «Атомтеплоэлектропроект», функции генподрядчика были возложены на «Камгэсэнергострой». Проект станции подразумевал строительство АЭС по унифицированному проекту АЭС У-87 с реакторными установками ВВЭР-1000/320 в составе четырёх энергоблоков электрической мощностью 1000 МВт каждый. Проектная мощность станции должна была составить 4000 МВт. Ввод в эксплуатацию энергоблоков должен был осуществляться по мере их возведения, этот принцип поточного строительства уже был отработан при сооружении Запорожской и Балаковской АЭС.
Подготовительные работы на стройплощадке станции начались в 1980 году. Официально работы были начаты 1 февраля 1982 года, а 19 марта 1986 года был вынут первый ковш земли на энергоблоке №1. Запуск первого энергоблока АЭС был запланирован на 1992 год, последующие энергоблоки должны были вводиться за первым энергоблоком с интервалом в полтора года. Пик строительных работ пришёлся на 1988 год. На тот момент с начала строительства было освоено 288 миллионов рублей капитальных вложений и выполнено строительно-монтажных работ на 96 миллионов рублей (в ценах 1988 года). После Чернобыльской катастрофы, в результате нарастающих протестов экологов и общественности, 26 октября 1989 года на заседании Совета Министров СССР было принято решение о прекращении строительства Татарской АЭС.
В апреле 1990 года стройка была прекращена. К моменту остановки строительства уже было начато возведение реакторных отделений и машинных залов первого и второго энергоблоков, начата заливка фундаментной плиты реакторного отделения 3-го энергоблока, подготовлены котлованы под 3 и 4 энергоблоки.

## Информация об энергоблоках
| Энергоблок     | Тип реакторов | Мощность | Мощность | Начало строительства        | Подключение к сети                      | Ввод в эксплуатацию                     | Закрытие                                |
| Энергоблок     | Тип реакторов | Чистый   | Брутто   | Начало строительства        | Подключение к сети                      | Ввод в эксплуатацию                     | Закрытие                                |
| -------------- | ------------- | -------- | -------- | --------------------------- | --------------------------------------- | --------------------------------------- | --------------------------------------- |
| Татар-1 (Кама) | ВВЭР-1000/320 | 950 МВт  | 1000 МВт | 01.04.1987                  | Строительство остановлено в апреле 1990 | Строительство остановлено в апреле 1990 | Строительство остановлено в апреле 1990 |
| Татар-2 (Кама) | ВВЭР-1000/320 | 950 МВт  | 1000 МВт | 01.05.1988                  | Строительство остановлено в апреле 1990 | Строительство остановлено в апреле 1990 | Строительство остановлено в апреле 1990 |
| Татар-3 (Кама) | ВВЭР-1000/320 | 950 МВт  | 1000 МВт | Строительство не начиналось | Строительство не начиналось             | Строительство не начиналось             | Строительство не начиналось             |
| Татар-4 (Кама) | ВВЭР-1000/320 | 950 МВт  | 1000 МВт | Строительство не начиналось | Строительство не начиналось             | Строительство не начиналось             | Строительство не начиналось             |

## Вопрос о возобновлении строительства
В 2013 году вышло Распоряжение Правительства РФ от 11 ноября 2013 года № 2084-р «Об утверждении схемы территориального планирования Российской Федерации в области энергетики»., согласно которому предполагалось строительство двух энергоблоков ВВЭР-1200 по новому проекту.
1 августа 2016 года вышло новое распоряжение № 1634-р, согласно которому количество планируемых энергоблоков сокращено до одного, а срок ввода в эксплуатацию сдвигается до 2030 года. Предполагалось что энергоблок будет построен по новейшему проекту ВВЭР-1300/B-510. Однако в Распоряжении Правительства РФ от 9 июня 2017 года № 1209-р «Об утверждении Генеральной схемы размещения объектов электроэнергетики до 2035 года» планы на ввод в эксплуатацию Татарской АЭС до 2035 года отсутствуют.